# Xã Belvidere, Quận Monona, Iowa
Xã Belvidere (tiếng Anh: Belvidere Township) là một xã thuộc quận Monona, tiểu bang Iowa, Hoa Kỳ. Năm 2010, dân số của xã này là 215 người.